# Asadovo jezero
Asadovo jezero, též Eufratská přehrada či přehrada Tabka, je přehradní nádrž na řece Eufrat v severní Sýrii. Rozprostírá se mezi guvernoráty Rakka a Aleppo. Hráz leží 40 km proti proudu Eufratu od města Rakka. Proti proudu Eufratu je postavena Tišrínská přehrada, po proudu řeky je přehrada Baas. Jméno nese po Háfizi al-Asadovi.

## Výstavba
Výstavba přehrady měla zajistit Sýrii soběstačnost ve výrobě elektrické energie. Probíhala v letech 1968–1973, v roce 1974 byla nádrž zaplavena. Během stavby přehrady bylo přesídleno obyvatelstvo z údolí do nově postaveného města Saura. Při výstavbě byly přemístěny nejvzácnější historické památky.

## Hráz
Hráz leží u města Saura v blízkosti letecké základny Tabka. Je 4500 metrů dlouhá a 60 metrů vysoká.

## Využití
- výroba elektrické energie – pro výrobu je instalováno 8 kaplanových turbín o celkové kapacitě 824 MW.
- vodou z Asadova jezera jsou zásobována města Rakka a Aleppo.